# 卡德尼齊亞
50°6′43″N 35°45′33″E / 50.11194°N 35.75917°E
卡德尼齊亞（烏克蘭語：Кадниця）是位於烏克蘭東部的村莊，由哈爾科夫州博霍杜希夫區的博霍杜希夫市鎮負責管轄。該村始建於1790年，面積0.72平方公里，海拔高度158米，2001年人口92，人口密度每平方公里128人。